# 帕米拉 (科爾查瓜省)
34°36′15″S 71°21′30″W / 34.60417°S 71.35833°W

帕米拉（西班牙語：Palmilla），是智利的城市，位於該國中部奧伊金斯將軍解放者大區的科爾查瓜省，面積237.3平方公里，海拔高度153米，2012年人口11,844人，人口密度每平方公里50人。